# بيلي نوتال
بيلي نوتال (بالإنجليزية: Billy Nuttall)‏ (7 ديسمبر 1920 ببرستون في المملكة المتحدة - ) هو لاعب كرة قدم بريطاني في مركز الدفاع. لعب مع بريستون نورث إيند ونادي بارو.